# سانتا پاو
سانتا پاو (به اسپانیایی: Santa Pau) یک شهرستان در اسپانیا است که در استان خرنا واقع شده‌است.

## خصوصیات
سانتا پاو ۴۹٫۰۴ کیلومترمربع مساحت و ۱٬۶۰۰ نفر جمعیت دارد.